# 南朝 (日本)
南朝（日语：／ Nan chō *），又称吉野朝廷（日语：／ Yoshi no chō tei），是日本南北朝時代位於京都以南，以大和国的吉野（奈良县吉野郡吉野町）、賀名生（奈良县五條市西吉野町）、攝津國的住吉（大阪府大阪市住吉区）为根据地，属于後醍醐天皇的大觉寺统的朝廷。从1336年到1392年止共存在56年，拥有授位并制定元号等职能的政权。南北朝時代結束後，明治天皇於1911年承認南朝歷代天皇為正統。

## 概要
京都南的吉野根据地被叫做南朝并不是后来才有的叫法，根据当时的日记等记录来看，当时已有“南朝”“南方”等叫法了。另外，吉野的金峯山古时候曾被称作“南山”，因此，也就有着「南山（吉野）朝廷」的叫法。因此，不承认吉野朝廷的北朝为了称呼它，就以「南朝」「南方」来代替。另外，後醍醐天皇在世的行宮即吉野行宮、但凡总结南朝的历史兴衰过程，按照大和・河内・攝津・山城等各国行宫的历史来看，在南朝历史中，吉野行宮的时间并不是很长。
1911年（明治44年），有关南北朝正统論有了最终结局，明治天皇宣布南朝为正统，北朝天皇保留名号，但不列入正统。

## 建武政权的瓦解和北朝的成立
鎌倉時代的持明院統与大觉寺统分裂。文保2年（1318年）践祚开始親政，大觉寺统的後醍醐天皇企划了倒幕计划，但由于被察觉从而失败。
1333年、反幕勢力的結集导致鎌倉幕府灭亡。1336年8月，光明天皇践祚成立了北朝，11月归京，成立了武家政权（也就是之后的室町幕府），同时後醍醐天皇携带三神器逃亡。

## 南朝的成立和南北朝併立
後醍醐天皇从京都逃到吉野并主张光明天皇所持有的神器是伪造物，并宣称自己是正统，于是南北朝成立。以後，吉野朝廷被称作南朝，京都朝廷被称作北朝。

## 后龟山天皇和南北朝统一
1391年山名氏清和山名满幸发动的明德之乱失败。1392年（元中9年/明徳3年）后龟山天皇前往京都转让了神器给後小松天皇，南朝灭亡，南北朝统一（明德和約）。

## 南朝時代的天皇
| 代 | 天皇名                    | 天皇名                    | 天皇名    | 在位期間                                         | 生年月日 - 没年月日 享年                                               | 血缘                    |
| 代 | 漢風諡号 追号             | 日语读法                  | 諱        | 在位期間                                         | 生年月日 - 没年月日 享年                                               | 血缘                    |
| -- | ------------------------- | ------------------------- | --------- | ------------------------------------------------ | ---------------------------------------------------------------------- | ----------------------- |
| 96 | 後醍醐天皇                | ごだいご                  | 尊治      | 文保2年(1318年)2月26日 - 延元4年(1339年)8月15日  | 正應元年11月2日(1288年11月26日) - 延元4年8月16日(1339年9月19日) 52歳没 | 第91代後宇多天皇第2皇子 |
| 97 | 後村上天皇                | ごむらかみ                | 憲良 義良 | 延元4年(1339年)8月15日 - 正平23年(1368年)3月11日 | 嘉暦3年(1328年) - 正平23年3月11日(1368年3月29日) 41歳没                | 後醍醐天皇第七皇子      |
| 98 | 長慶天皇                  | ちょうけい （ちゃうけい） | 寛成      | 正平23年(1368年)3月11日 - 弘和3年(1383年)10月    | 興国4年(1343年) - 應永元年8月1日(1394年8月27日) 52歳没                 | 後村上天皇第一皇子      |
| 99 | 後亀山天皇 （後龜山天皇） | ごかめやま                | 煕成      | 弘和3年(1383年)10月 - 元中9年(1392年)閏10月5日   | 正平5年(1350年)? - 應永31年4月12日(1424年5月10日) 75歳?没              | 後村上天皇第二皇子      |

## 關連条目
- 已不存在国家列表
- 大觉寺统-後南朝
- 北朝 (日本)
- 住吉大社
- 楠木氏-菊池氏-阿蘇氏-宇都宮氏-伊達氏-南部氏
- 朝用分
- 南北朝正閏論